# Niclas Andersson (dragracingförare)
Niclas Andersson, född 1972 i Hamre i bruksorten Näsviken i Forsa socken, Hälsingland, är en svensk dragracingförare. 
Niclas Andersson är trefaldig Europamästare i Pro Stock-klassen. Han utsågs till "Årets dragracingförare" år 2000.